# DFL-Supercup
DFL-Supercup je německý fotbalový Superpohár, jednozápasová soutěž hraná před začátkem ligové sezóny. Proti sobě nastupují kluby, z nichž jeden je vítězem německé Bundesligy a druhý vítězem německého fotbalového poháru (DFB-Pokal). Organizátorem je Deutsche Fußball Liga (odtud zkratka DFL), před rokem 2010 se nazýval DFB-Supercup, neboť jej organizoval Deutscher Fußball-Bund (Německý fotbalový svaz). Od sezóny 2025/26 ponese tato soutěž název Franz Beckenbauer Supercup
Jestliže obě soutěže vyhrál během sezóny jeden klub (čili získal v sezóně tzv. double), vítěz se střetává s týmem, který skončil v konečné tabulce Bundesligy na druhé příčce. Pokud skončí utkání po řádné hrací době nerozhodně, přistupuje se ihned k penatovému rozstřelu (tzn. vynechá se prodloužení - platí od roku 2010).
Nejúspěšnějším klubem je Mnichovský Bayern, který zvítězil v jedenáct ze sedmnácti účastí v soutěži.
Posledním vítězem je FC Bayern Mnichov.

## Odkazy

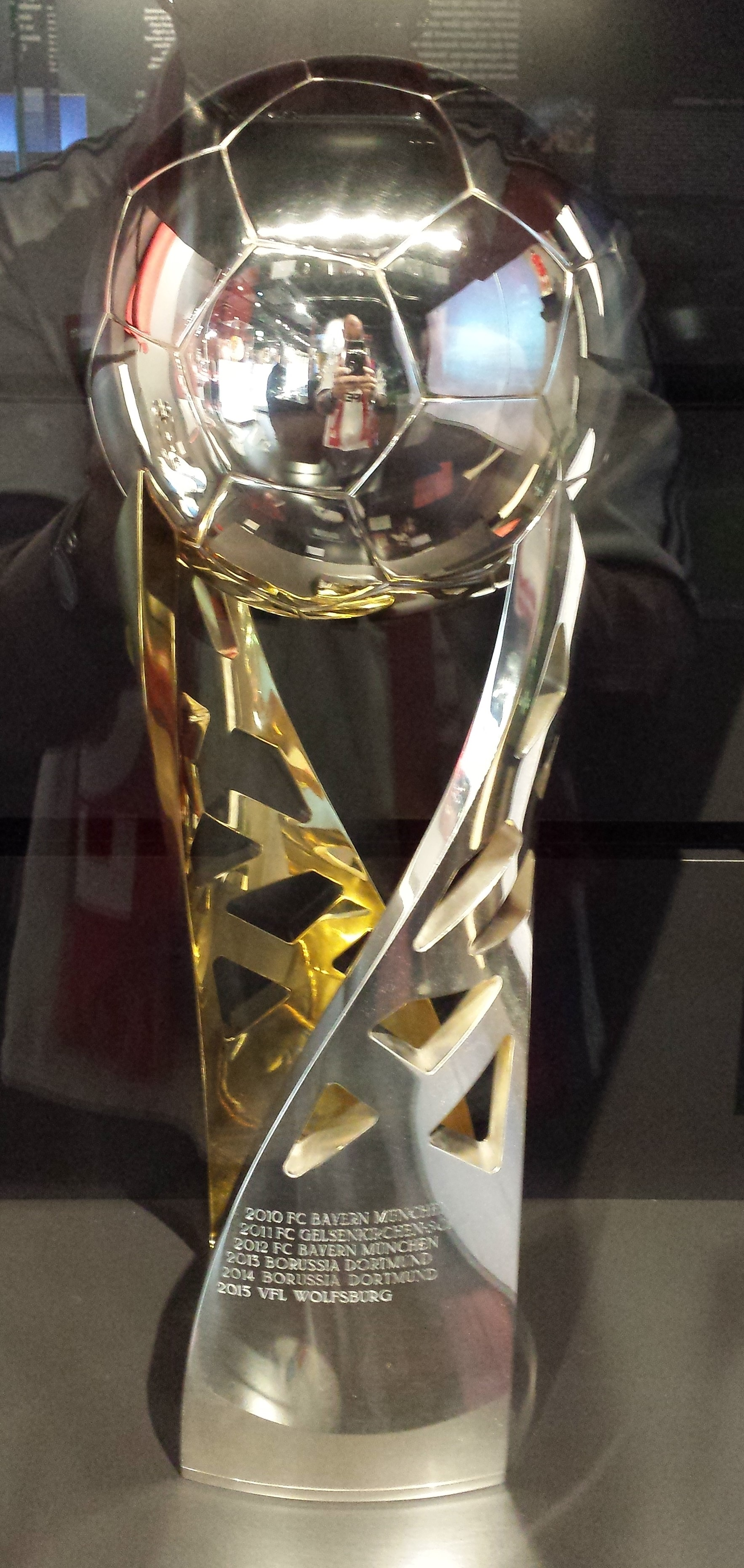
Kopie poháru DFL vystavovaná v Erlebniswelt (Zážitkový svět) FC Bayern

## Finále
Zdroj:

Pozn.: Vítěz utkání je uveden tučně
| Rok                                                                   | Vítěz Bundesligy         | Výsledek       | Vítěz DFB-Pokalu         | Dějiště                                   |
| Neoficiální                                                           | Neoficiální              | Neoficiální    | Neoficiální              | Neoficiální                               |
| --------------------------------------------------------------------- | ------------------------ | -------------- | ------------------------ | ----------------------------------------- |
| 1940                                                                  | FC Schalke 04            | 2–4            | Dresdner SC              | Drážďany                                  |
| 1976                                                                  | Borussia Mönchengladbach | 3–2            | Hamburger SV             | Hamburk                                   |
| 1982                                                                  | Hamburger SV             | 1–1 (2–4 pen.) | FC Bayern Mnichov        | Mnichov                                   |
| Oficiální                                                             |                          |                |                          |                                           |
| 1987                                                                  | FC Bayern Mnichov        | 2–1            | Hamburger SV             | Frankfurt nad Mohanem                     |
| 1988                                                                  | Werder Brémy             | 2–0            | Eintracht Frankfurt      | Frankfurt nad Mohanem                     |
| 1989                                                                  | FC Bayern Mnichov        | 3–4            | Borussia Dortmund        | Kaiserslautern                            |
| 1990                                                                  | FC Bayern Mnichov        | 4–1            | 1. FC Kaiserslautern     | Karlsruhe                                 |
| 1991                                                                  | 1. FC Kaiserslautern     | 3–1            | Werder Brémy             | Hannover                                  |
| 1992                                                                  | VfB Stuttgart            | 3–1            | Hannover 96              | Hannover                                  |
| 1993                                                                  | Werder Brémy             | 2–2 (7–6 pen.) | Bayer 04 Leverkusen      | Leverkusen                                |
| 1994                                                                  | FC Bayern Mnichov        | 1–3 (prodl.)   | Werder Brémy             | Mnichov                                   |
| 1995                                                                  | Borussia Dortmund        | 1–0            | Borussia Mönchengladbach | Düsseldorf                                |
| 1996                                                                  | Borussia Dortmund        | 1–1 (4–3 pen.) | 1. FC Kaiserslautern     | Mannheim                                  |
| Mezi 1997–2007 sloučeno s Fuji-Cupem pod DFL-Ligapokal (ligový pohár) |                          |                |                          |                                           |
| Neoficiální                                                           |                          |                |                          |                                           |
| 2008                                                                  | FC Bayern Mnichov        | 1–2            | Borussia Dortmund        | Signal Iduna Park, Dortmund               |
| 2009                                                                  | VfL Wolfsburg            | 1–2            | Werder Brémy             | Volkswagen Arena, Wolfsburg               |
| Oficiální                                                             |                          |                |                          |                                           |
| 2010                                                                  | FC Bayern Mnichov        | 2–0            | Schalke 04               | WWK Arena, Augsburg                       |
| 2011                                                                  | Borussia Dortmund        | 0–0 (3–4 pen.) | FC Schalke 04            | Veltins-Arena, Gelsenkirchen              |
| 2012                                                                  | Borussia Dortmund        | 1–2            | FC Bayern Mnichov        | Allianz Arena, Mnichov                    |
| 2013                                                                  | FC Bayern Mnichov        | 2–4            | Borussia Dortmund        | Signal Iduna Park, Dortmund               |
| 2014                                                                  | FC Bayern Mnichov        | 0–2            | Borussia Dortmund        | Signal Iduna Park, Dortmund               |
| 2015                                                                  | FC Bayern Mnichov        | 1–1 (4–5 pen.) | VfL Wolfsburg            | Volkswagen Arena, Wolfsburg               |
| 2016                                                                  | FC Bayern Mnichov        | 2–0            | Borussia Dortmund        | Signal Iduna Park, Dortmund               |
| 2017                                                                  | FC Bayern Mnichov        | 2–2 (5–4 pen.) | Borussia Dortmund        | Signal Iduna Park, Dortmund               |
| 2018                                                                  | FC Bayern Mnichov        | 5–0            | Eintracht Frankfurt      | Deutsche Bank Park, Frankfurt nad Mohanem |
| 2019                                                                  | FC Bayern Mnichov        | 0–2            | Borussia Dortmund        | Signal Iduna Park, Dortmund               |
| 2020                                                                  | FC Bayern Mnichov        | 3–2            | Borussia Dortmund        | Allianz Arena, Mnichov                    |
| 2021                                                                  | FC Bayern Mnichov        | 3–1            | Borussia Dortmund        | Signal Iduna Park, Dortmund               |
| 2022                                                                  | FC Bayern Mnichov        | 5–3            | RB Leipzig               | Red Bull Arena Lipsko                     |
| 2023                                                                  | FC Bayern Mnichov        | 0–3            | RB Leipzig               | Allianz Arena, Mnichov                    |
| 2024                                                                  | Bayer 04 Leverkusen      | 2–2 (4–3 pen.) | VfB Stuttgart            | BayArena, Leverkusen                      |
| 2025                                                                  | FC Bayern Mnichov        | 2–1            | VfB Stuttgart            | MHPArena, Stuttgart                       |

## Vítězové podle klubů
| Pořadí | Vítěz                | Počet | Roky                                                             |
| ------ | -------------------- | ----- | ---------------------------------------------------------------- |
| 1      | FC Bayern Mnichov    | 11    | 1987, 1990, 2010, 2012, 2016, 2017, 2018, 2020, 2021, 2022, 2025 |
| 2      | Borussia Dortmund    | 6     | 1989, 1995, 1996, 2013, 2014, 2019                               |
| 3      | Werder Brémy         | 3     | 1988, 1993, 1994                                                 |
| 4      | 1. FC Kaiserslautern | 1     | 1991                                                             |
| 5      | FC Schalke 04        | 1     | 2011                                                             |
| 6      | VfB Stuttgart        | 1     | 1992                                                             |
| 7      | VfL Wolfsburg        | 1     | 2015                                                             |
| 8      | RB Leipzig           | 1     | 2023                                                             |
| 9      | Bayer 04 Leverkusen  | 1     | 2024                                                             |